# Comarques d'Extremadura

Mapa comarcal de Extremadura

La comunitat autònoma d'Extremadura està dividida en 24 comarques, 11 de les quals es troben a la província de Badajoz i 13 a la província de Càceres.

## Comarques administratives de la província de Badajoz
- Los Baldíos (En el mapa apareix com Alburquerque)
- Comarca de Badajoz
- Campiña Sur
- Las Vegas Altas (En el mapa apareix com Don Benito)
- Comarca de Jerez de los Caballeros
- La Serena
- La Siberia
- Comarca de Mérida
- Zafra - Río Bodión
- Llanos de Olivenza
- Tentudía
- Tierra de Barros

## Comarques administratives de la província de Càceres
- Vegas de Alagón
- Comarca de Valencia de Alcántara
- Valle del Ambroz
- Llanos de Cáceres
- Campo Arañuelo
- Valle del Jerte
- La Vera
- Las Hurdes
- Las Villuercas
- Los Ibores
- Sierra de Gata
- Trujillo
- Comarca de Alcántara